# Språkvård
Språkvård innebär en medveten insats för att förbättra språket och/eller motverka språkets försämring. Ett verktyg för språkvård är skrivregler. I många länder och språkområden finns språkvårdande instanser, ofta med statliga uppdrag och ibland betitlade språknämnder eller språkråd. Tre av dessa är Språkrådet (i Sverige), Språkrådet (i Norge) och Institutet för de inhemska språken (i Finland).

## Betydelse
Språkvårdande insatser görs genom att ta ställning till olika sätt att använda språket och olika språknormer. Detta skiljer sig från den språkvetenskapliga beskrivningen (lingvistik), som klargör hur språket används i praktiken utan att ta ställning till olika "problem" eller "förbättringsmöjligheter". Den seriösa språkvården måste vara baserad på vetenskaplig kunskap om språket och öppet redovisa varför man propagerar för vissa åtgärder.
På internationell nivå finns en uppdelning mellan den rena språkvården och språkplanering. Språkvården utgår från ett redan etablerat standardspråk medan språkplanering används för att underlätta etablerandet av ett standardspråk.
Språkvården kan vara av ett av två grundläggande slag. Den kan vara inriktad antingen mot språksystemet – de normer (inklusive grammatiska regler) som styr ett standardspråk – eller mot hur språket och dess normer tillämpas, det vill säga det faktiska språkbruket.

## Språkvårdsinstanser
I många länder och språkområden finns olika institutioner som arbetar med språkvårdande insatser. Nedan listas eller beskrivs några olika sådan i olika länder.

### Norden

#### Finland
Svenska avdelningen på Institutet för de inhemska språken arbetar med de inhemska språken i Finland. Språkvården ger råd och rekommendationer om ord, ordformer, böjning, uttal, betydelse, etymologi, ordföljd, satskonstruktion, med mera, vad gäller svenskan med särskild uppmärksamhet mot finlandismer. Huvudmålet för den svenskspråkiga verksamheten är att hindra att finlandssvenskan blir för olik sverigesvenskan. Enheten följer med aktuella tendenser inom samhället för att kunna svara på de senaste språkliga behoven. Mot särskild ersättning kan enheten utföra språkgranskningar om det finns möjlighet till det. På begäran ger svenska avdelningen även utlåtanden i språkfrågor.
Statsrådets svenska språknämnd arbetar framför allt med översättandet till svenska av lagar och handlingar som produceras i Finlands riksdag.

#### Sverige
I Sverige sköts språkvård på statligt uppdrag av Språkrådet (tidigare Svenska språknämnden).
Svensk språkvård bedrivs också vid universiteten, av organ som Institutionen för språk och folkminnen (SOFI), för fackspråkens del tidigare av nu nedlagda TNC (där SOFI fått överta det statliga uppdraget) och även av språkvårdare och språkvårdsgrupper vid många större företag och organisationer. Exempel på dessa är Riksdagen, Sveriges Radio och Dagens Nyheter, där språkvårdare och korrekturchef Catharina Grünbaum tillämpar samma principer som i sitt tidigare arbete vid Svenska språknämnden. Genom DN har bland annat de försvenskade stavningarna mejl och rejv med viss framgång lanserats.
En ideell förening som på mer privat grund värnar om svenska riksspråket, dialekterna och övriga språk i Sverige är Nya Tungomålsgillet.

#### Norden i övrigt
I Norge finns Språkrådet. Det skapades 2005, som en efterföljare till "Norsk språkråd" (bildat 1972) och i förlängningen till "Norsk språknemnd" (upprättad 1952). I det nordnorska Kautokeino har Sámi giellalávdegoddi (Samiska språknämnden) sitt kansli.
I Danmark finns Dansk Sprognævn. I de associerade områdena Färöarna och Grönland finns Føroyska málnevndin respektive Oqaasiliortut / Grønlands Sprognævn.
På Island finns Íslensk málnefnd.

### Övriga Europa

#### Italien
Istitut Ladin Micurà de Rü hanterar det ladinska språkets ställning och utveckling. Institutet är baserat i San Martin de Tor i den norditalienska regionen Trentino-Sydtyrolen.

#### Spanien
I det flerspråkliga landet Spanien finns olika språkvårdande institutioner för spanska samt de olika regionala språken. Landets huvudspråk spanskan hanteras i Spanien bland annat av Instituto Cervantes, som också har ett uppdrag att vårda och sprida spansk kultur i allmänhet.
Aragonska hanteras av Aragonska språkakademin (grundad 2006), baskiska  av Euskaltzaindia (grundad 1919), galiciska av Kungliga galiciska akademin (grundad 1906) och Galiciska akademin för det portugisiska språket (grundad 2008, fristående). 
Katalanskan, i dess olika varianter, har flera olika språkvårdande organ beroende på region. I Katalonien hanterar Institut d'Estudis Catalans (IEC, 'Institutet för katalanska studier', grundad 1907 av Enric Prat de la Riba) det hela, medan motsvarande uppgifter i Valenciaregionen sköts av Acadèmia Valenciana de la Llengua ('Valencianska språkakademin', grundad 1998). På Balearerna finns ingen motsvarande organisation, men man samarbetar omkring katalansk kultur och det katalanska språket genom Institut Ramon Llull.

#### Storbritannien
I Storbritannien finns bland annat Bòrd na Gàidhlig. Denna tillsattes 2005 av Skottlands regering, för att vårda och utveckla skotsk gaeliska (som det året blev ett av Skottlands officiella språk). 1993 bildades den walesiska organisationen Bwrdd yr Iaith Gymraeg, med uppdrag att hantera språkvården för kymriska (walesiska). 

### Utanför Europa

#### Nya Zeeland
I Nya Zeeland vårdar Te Taura Whiri i te Reo Māori maori-språkets ställning och utveckling.